# Contea di Berkshire
La contea di Berkshire, Berkshire County in inglese, è una contea dello Stato del Massachusetts negli Stati Uniti. La contea, posta nella parte occidentale dello Stato, ha come capoluogo Pittsfield.
La popolazione al censimento del 2000 era di 134 953 abitanti, 129 288 secondo una stima del 2009.
Come per altre contee del Massachusetts dal 2000 la contea di Berkshire esprime solo una regione storico-geografica, essendo tutte le funzioni amministrative passate ad altre agenzie dello Stato del Massachusetts.

## Geografia fisica
La contea confina a nord con la contea di Bennington del Vermont, a est con le contee di Franklin, Hampshire e Hampden, a sud con la contea di Litchfield del Connecticut ed a ovest con le contee di Columbia e Rensselaer dello Stato di New York.
Il territorio corrisponde in larga parte alla catena delle Berkshire Hills, una sezione della catena montuosa degli Appalachi, ed il prolungamento meridionale delle Green Mountains del Vermont.
Le Berkshire Hills raggiungono nella contea la massima elevazione dello Stato del Massachusetts con i 1 064 metri del Mount Greylock, posto nel nord della contea. Solo nel sud-est della contea il territorio digrada in un'area pianeggiante. L'area centro-meridionale è bagnata dal fiume Housatonic, che scorre verso sud. Nel nord scorre il fiume Hoosic, un affluente del fiume Hudson.
La città principale della contea è Pittsfield, posta nel centro-nord. Nelle vicinanze del confine con il Vermont è posta la cittadina di Williamstown, sede del Williams College. Il centro principale del sud è la cittadina di Great Barrington, posta nella valle del fiume Housatonic.

## Storia
I Mohicani abitavano quest'area quando i coloni europei arrivarono qui nel XVIII secolo. La contea fu fondata nel 1760.

## Comuni
- Adams - town
- Alford - town
- Becket - town
- Cheshire - town
- Clarksburg - town
- Dalton - town
- Egremont - town
- Florida - town
- Great Barrington - town
- Hancock - town
- Hinsdale - town
- Lanesborough - town
- Lee - town
- Lenox - town
- Monterey - town
- Mount Washington - town

- New Ashford - town
- New Marlborough - town
- North Adams - city
- Otis - town
- Peru - town
- Pittsfield - city
- Richmond - town
- Sandisfield - town
- Savoy - town
- Sheffield - town
- Stockbridge - town
- Tyringham - town
- Washington - town
- West Stockbridge - town
- Williamstown - town
- Windsor - town

### Census-designated place
- Housatonic - nel territorio di Great Barrington